# Ophiomaria rugosa
Ophiomaria rugosa is een slangster uit de familie Ophiolepididae.
De wetenschappelijke naam van de soort werd in 1916 gepubliceerd door Austin Hobart Clark.